# 阿羅史密斯半島

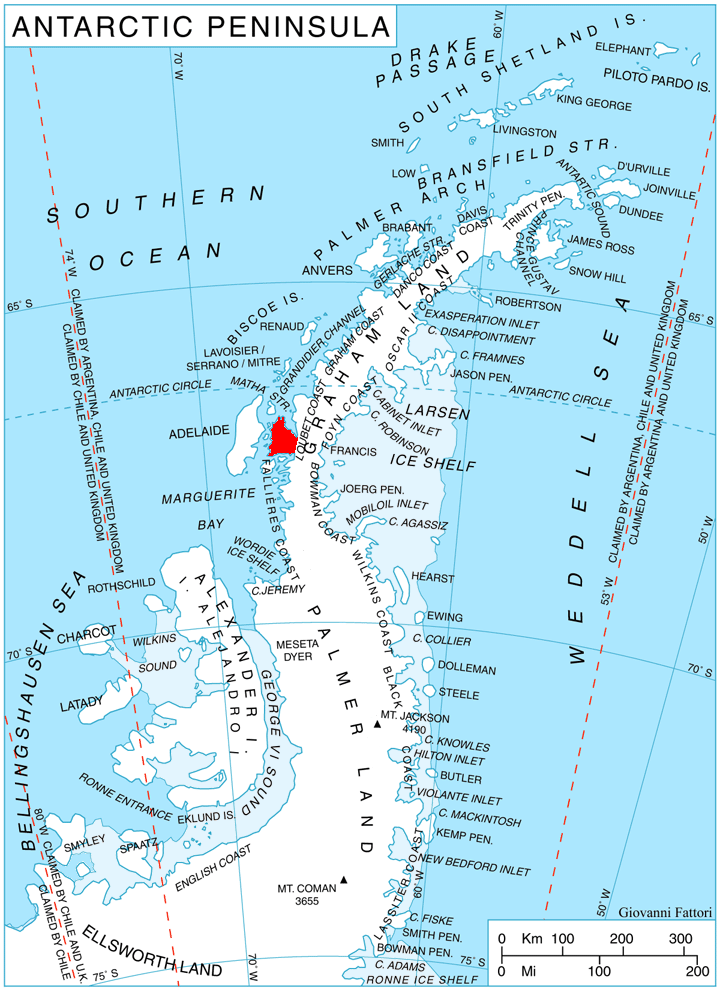

67°15′S 67°15′W / 67.250°S 67.250°W
阿羅史密斯半島（英語：Arrowsmith Peninsula）是南極洲的半島，位於葛拉漢地西岸，處於拉勒曼德港以西，長64公里，該半島以福克蘭群島的總督命名，現時由南極條約體系管理。

## 外部連結
- SCAR Composite Gazetteer of Antarctica（页面存档备份，存于）.